# Weltgeschichte in genau drei Minuten
Weltgeschichte in genau drei Minuten ist ein kanadischer Zeichentrick-Kurzfilm von Michael Mills aus dem Jahr 1980.

## Handlung
Gott ist etwas genervt von der Anstrengung, die Erde zu erschaffen, produziert jedoch einen Kreis und Licht sowie Bewegung. Die Geschichte der Menschheit spult sich ab. Adam und Eva essen einen Apfel im Paradies und es kommt zur Explosion, als Adam vom Apfel kostet. Auch seine Entschuldigung hilft nicht mehr. Die Arche Noah schwimmt vorbei, bevor Moses etwas orientierungslos seine Leute durch die Wüste führt und nach dem Weg sucht. Das Trojanische Pferd rollt durch das Bild, bevor die Heiligen Drei Könige dem Stern folgen. Nero singt, während Rom brennt. Leonardo da Vinci verwandelt sich vor seiner Mutter kichernd in ein Abbild des Vitruvianischen Menschen und seine Mutter meint nur ärgerlich „Grow up, Lenny!“ („Werde endlich erwachsen, Lenny!“). Die Neue Welt wird entdeckt, doch stürzt das Schiff an der Kante des Meeres ab. Es folgen zahlreiche Kriege, Napoléon, Queen Victoria, der Erste Weltkrieg, der Zweite Weltkrieg, wobei die Hakenkreuzfahne in die japanische Flagge (Pearl Harbor) übergeht, sowie die Atombombenabwürfe auf Hiroshima und Nagasaki.
Streitende Männer erscheinen und werfen sich gegenseitig vor, an all dem Schuld zu sein. Gott gähnt laut. Einer der Männer erkennt, dass Gott sich langweilt und schlägt eilig vor, zu tanzen. Die Männer beginnen fröhlich zu steppen und ein lustiges Lied zu singen. Gott löscht das Licht und beschließt, einen zweiten Versuch hinsichtlich der Erschaffung der Welt zu starten.

## Produktion
Weltgeschichte in genau drei Minuten wurde als Cel-Animation realisiert. Der Film erschien 1980.

## Auszeichnungen
Auf dem Ottawa International Animation Festival erhielt der Film einen OIAF-Award in der Kategorie „Bester Film unter drei Minuten“. 
Weltgeschichte in genau drei Minuten gewann auf der Berlinale 1981 den Goldenen Berliner Bär in der Kategorie „Kurzfilm“. Auf der Berlinale wurde er zudem mit dem Interfilm Award/Otto Dibelius Preis ausgezeichnet. 
Weltgeschichte in genau drei Minuten wurde 1981 für einen Oscar in der Kategorie „Bester animierter Kurzfilm“ nominiert, konnte sich jedoch nicht gegen Die Fliege durchsetzen. Zudem war er 1981 für einen Genie Award in der Kategorie „Bester Kurzfilm“ nominiert, unterlag jedoch The Strongest Man in the World von Halya Kuchmij.